# Oposició al franquisme
Oposició al franquisme, i en l'època simplement oposició, fa referència al conjunt de moviments polítics i socials que s'oposaven al franquisme o dictadura de Francisco Franco des del final de la Guerra Civil Espanyola (1939) fins a les primeres eleccions democràtiques (1977), any i mig després de la seva mort (1975).

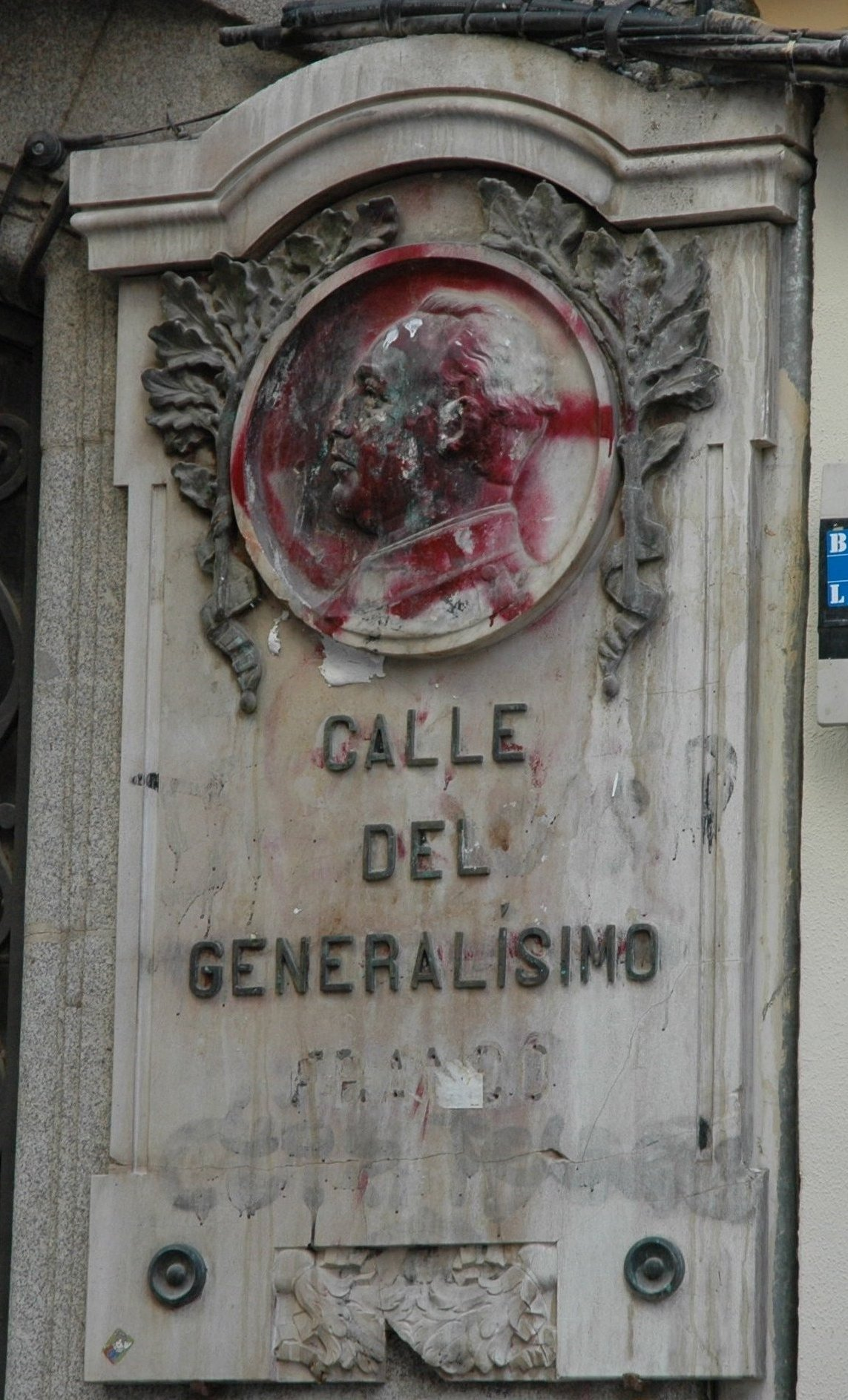
Pintada contrària al franquisme en el carrer dedicat al General Franco a Àvila. Any 2005

## Anys 1940, resistència armada i repressió
La resistència armada al franquisme, anomenada maquis, es va reactivar després de la fi de la Segona Guerra Mundial, sobretot en veure que els aliats no consideraven seriosament que el règim de Franco hagués de compartir la fi dels de Hitler i Mussolini. No va ser molt coordinada ni eficaç, i només pot ressenyar-se com a moviment destacat un intent testimonial d'invasió de la Vall d'Aran (octubre 1944). Seguidament, els principals moviments opositors, començant pel Partit Comunista d'Espanya (sotmès a la disciplina de la Internacional Comunista, sota l'hegemonia de la Unió Soviètica de Stalin), van abandonar la lluita armada (1948) i van optar per una política que es va batejar com a Reconciliació Nacional. Les úniques amenaces que travessaven els Pirineus eren les arengues de la Pasionària des de Ràdio Espanya Independent. Socialistes i anarquistes, molt afeblits i dividits, tenien cada vegada menys activitat, fora dels grups a l'exili.
Tota activitat política fora del partit únic (FET i de les JONS, per altre nom Movimiento Nacional) estava prohibida, de manera que qualsevol altre partit quedava en situació de clandestinitat. Lleis especials (Llei de repressió de la Maçoneria i el Comunisme) es van encebar amb qualsevol mostra de discrepància. La Causa General contra els perdedors de la Guerra Civil Espanyola, i els processos particulars a cadascun dels detinguts, als quals s'acusava de rebel·lió militar, van omplir les presons, les tombes i fins i tot les cunetes. La depuració de funcionaris, especialment entre els docents, va buidar ministeris, càtedres i escoles dels denominats rojos; substituïts per afectes al règim (les famoses oposicions patriòtiques, a les quals opositors i tribunal acudien d'uniforme). La repressió violentíssima que van sofrir els grups d'oposició durant els anys 1940 és apreciable fins i tot en les sèries demogràfiques.

## Els monàrquics, difusa oposició
A part dels carlins (dividits entre diversos pretendents i orientacions polítiques, la majoritària inclosa dintre del Movimiento Nacional franquista), l'oposició monàrquica al franquisme estava encapçalada pel pretendent a la corona Joan de Borbó, fill d'Alfons XIII, que va començar a usar el títol de sobirania Comte de Barcelona.
Els monàrquics eren clarament del bàndol nacional. Formaven una família més del règim, com els falangistes o els tecnòcrates de l'Opus Dei, i ocupaven les carteres ministerials que Franco els confiava. Sociològicament eren les bones famílies de dretes de tota la vida. No ocultaven la seva preferència pel Cabdill, que havia salvat les seves propietats i posició social en la Guerra Civil, abans que confiar en una alternativa d'incert resultat. Les seves activitats d'oposició eren més aviat intents de pressionar al mateix Franco i potser en algun cas moviments conspiratius que difícilment podrien haver arribat a provocar un cop d'estat de palau si Franco hagués mort o quedat incapacitat prematurament (com proposa Luis María Anson). L'activitat monàrquica va oscil·lar entre arribar a acords amb Franco (a qui se li concedeix l'educació del fill primogènit de Don Joan, Joan Carles de Borbó) o temptejar a l'oposició d'origen republicà i de perfil més o menys liberal.
Aquestes foren les trobades de Indalecio Prieto amb Gil-Robles (Pacte de San Juan de Luz, 1948), i molt més tard l'anomenat Contuberni de Múnic, famós més que altra cosa perquè va produir la repressió més sonada de l'oposició no d'esquerres durant tot el franquisme (detencions i alguns bandejaments temporals dels assistents al Congrés del Moviment Europeu de juny de 1962).
Durant molt temps Franco va jugar amb la família real, donant pistes sobre si triaria per a succeir-li a Don Joan, a Joan Carles, o fins i tot al seu gendre Alfons de Borbó i Dampierre o algun dels pretendents carlins. La veu dels monàrquics, el diari ABC, només podia parlar d'aquests temes entre línies.

## Els anys 50
La recuperació del moviment obrer en la clandestinitat va produir moviments vaguístics molt importants des dels anys 1950, especialment actius al Principat d'Astúries, País Basc i Catalunya (vaga de tramvies). Es va pretendre estendre'ls i coordinar-los per a tot Espanya amb la Vaga General Política, la Jornada de Reconciliació Nacional (1958) i la Vaga General Pacífica (18 de juny de 1959), organitzades pel PCE, van tenir un seguiment desigual, però cap conseqüència que pogués inquietar al Govern, ben disposat a reprimir-les. El seu fracàs, juntament amb l'evidència de l'opressió del sistema soviètic a l'Est d'Europa (repressió a Hongria en 1957), va començar a produir sortides de personalitats destacades del Partit Comunista (Fernando Claudín, Jorge Semprún o Federico Mújica). Més preocupació va causar el moviment estudiantil de 1956 (8-11 de febrer), que van organitzar alhora els fills dels vencedors i els vençuts de la guerra civil, juntament amb importants personalitats del bàndol vencedor que estaven desencantades amb Franco (Dionisio Ridruejo).

## Dècada del 1960
El desenvolupament econòmic dels anys 60, que va portar canvis socials d'envergadura, amb l'èxode rural i l'emigració a Europa, feia veure que el règim duraria. La celebració dels XXV Anys de Pau en 1964 i les successives legitimacions per referèndum de les Lleis Fonamentals, així com el nomenament com successor a títol de rei de Joan Carles de Borbó, obligaven als moviments d'oposició a canvis d'estratègia poc eficaces. L'anomenat franquisme sociològic s'assentava com una força probablement majoritària en la població.
La Primavera de Praga i el maig francès de 1968 van produir una crisi de consciència en l'esquerra europea. En els partits espanyols també. El PCE (que s'ha assentat com el partit opositor de referència o partit) arriba a condemnar la intervenció soviètica a Txecoslovàquia, i comença a dissenyar, juntament amb el PCI i el PCF l'etiqueta d'eurocomunisme. Alhora sorgeixen grups d'extrema esquerra d'orientació trotskista o maoista molt atractius entre els joves que comencen a dir-se progres (ORT, LCR, Jove Guàrdia Roja…).
Més èxit van tenir els moviments sindicals clandestins, com Comissions Obreres, que va seguir una política realista d'aprofitar les oportunitats que oferien els sindicats verticals per a la millora de les condicions dels treballadors. Destacades personalitats van ser Marcelino Camacho, del PCE i CCOO, i el Pare Llanos, sacerdot obrer mostra de l'allunyament de grups dintre de l'Església del nacionalcatolicisme i l'acostament dels moviments cristians de base a l'oposició (veure nacionalcatolicisme).

## El final del franquisme
Ja en els anys 1970, la previsible proximitat del final biològic del franquisme va precipitar la coordinació dels nombrosos encara que poc representatius grups opositors, que començaven a parlar d'una transició a la democràcia. Es van formar dues institucions de diàleg: la Plataforma Democràtica i la Junta Democràtica d'Espanya, que al seu torn es van arribar a coordinar amb l'excèntric nom de Platajunta.
L'atemptat d'ETA contra Luis Carrero Blanco va frustrar la possibilitat d'una herència de la dictadura, i els Governs de Carlos Arias Navarro, que es van perllongar fins i tot en els primers mesos de la Monarquia de Joan Carles I, van suposar una vacil·lant política entre l'obertura (esperit de Febrer de 1976, que preveia la legalització no de partits, sinó d'algun tipus d'Associacions Polítiques que respectessin els Principis Fonamentals del Movimiento) i l'ortodòxia del que es venia a dir el búnquer. Els moviments d'oposició no es van prestar a col·laborar.

## Reforma o ruptura
Amb el nomenament d'Adolfo Suárez com a president del Govern, les expectatives de l'oposició no van millorar molt, i també es va negar a donar suport la Llei per a la Reforma Política que es va sotmetre a referèndum a la fi de 1976, preconitzant l'abstenció activa. El govern, que rebia suport del rei i de sectors socials d'impossible quantificació, preconitzava la reforma. L'oposició, repleta de sigles i amb suports igualment incerts, la ruptura. A pesar d'això, els primers mesos de 1977 foren d'una febril activitat i contactes entre govern i oposició. L'arribada clandestina de Santiago Carrillo a Espanya, la seva detenció i la seva posada en llibertat van ser seguits amb expectació. Les manifestacions opositores, contramanifestacions dels ultres, atemptats i segrests d'ETA i GRAPO, van posar el procés de la transició a la vora del col·lapse, doncs es temia un cop d'estat dels militars nostàlgics del franquisme, amb suport del búnquer.
La prova de foc va ser la legalització dels partits polítics, que es va obtenir sense més problemes per a la major part d'ells, com 
- El PSOE, que sofria una escissió entre el partit històric (majoritaris en l'exili) i el renovat (aquests últims més recolzats en l'interior i convalidats per la Internacional Socialista)
- El PSP (entorn de la figura de Enrique Tierno Galván)
- Els nacionalistes bascos (PNB) i catalans (ERC, que no comptava amb la figura de Josep Tarradellas, president en l'exili, reposat en el Palau de la Generalitat en una jugada mestra de Suárez, la CDC de Jordi Pujol i Unió Democràtica de Catalunya, convalidat per la internacional demòcrata cristiana).
- Grups que van acabar sent fagocitats per la UCD, coalició promoguda pel govern i vencedora de les següents eleccions, com la Democràcia Cristiana, excepte la facció de Joaquín Ruiz-Giménez Cortés i Jose María Gil-Robles, que no es va integrar i no va obtenir ni un només diputat, i partits socialdemòcrates i liberals.

Les dificultats amb la tramitació de la petició de legalització del PCE, l'expedient de la qual anava saltant entre institucions governamentals i judicials, va acabar per decisió del govern en la Setmana Santa de 1977, aprofitant els dies festius, i va ser acceptada a contracor per la majoria dels militars. Només alguns partits d'extrema esquerra o vinculats a ETA no van ser legalitzats. La famosa roda de premsa de Carrillo acceptant la bandera rojigualda pot considerar-se com el punt final de l'oposició al franquisme i el començament del nou període, amb eleccions lliures i la redacció de la Constitució de 1978, en la que predominà el consens.